# Kwartetmoord
Kwartetmoord werd de gebruikelijke aanduiding in de media voor een misdaad die op 13 november 2018 gepleegd werd in een bedrijfspand aan de Van Leeuwenhoekstraat 78 in de Nederlandse stad Enschede.
Er werden vier mannen gelijktijdig met geweld om het leven gebracht. De slachtoffers waren Maijkel Akfidan, Max Klaassen, Tuan Nguyen en Artur Sargsyan. Voor de viervoudige moord zijn drie mannen veroordeeld, vader Camil A. en zijn twee zoons Dejan en Denis A. Veel details over het onderzoek belandden in de media, maar de rijksrecherche vond na bijna een jaar onderzoek geen oorsprong van de lekkage van gegevens.

## De moord
Om drie uur ’s middag kreeg de politie een melding binnen. Een vrouw liep gillend over straat: “Mijn man is vermoord, mijn man is vermoord!” De vrouw had twee doden gevonden in een bedrijfspand op Van Leeuwenhoekstraat en de Snelliusstraat. De politie rukt uit met recherche en forensische opsporing, ook cirkelt die middag een politiehelikopter boven Enschede. De agenten vonden ter plekke nog twee slachtoffers, badend in het bloed. De doden zijn twee mannen van 34 en 27 uit Hengelo. De politie meldde aanvankelijk dat er een schietpartij had plaatsgevonden en dat er twee slachtoffers waren. Pas bij een tweede doorzoeking van het pand kwam de recherche erachter dat er nog twee doden waren. Door het hokkerige karakter van het pand en omdat de lichamen in een andere ruimte lagen werden ze pas later gevonden. Volgens de politie kan dit er op duiden dat niet iedere moord gepland was.
Burgemeester Onno van Veldhuizen noemde de viervoudige moord op de persconferentie van woensdag 14 november een dieptepunt voor de stad. Tegelijk deed de burgemeester een oproep voor meer politieagenten om de georganiseerde misdaad het hoofd te kunnen bieden. Omdat Enschede een grensstad is, is zij volgens de burgemeester aantrekkelijk voor criminelen. Karlijn Baalman, politiechef van het district Twente noemt het een zwarte dag voor de politie en bedankt de collega’s voor de professionaliteit.

## De slachtoffers
De slachtoffers zijn de Vietnamese Tuan Nguyen (43), Artur Sargsyan van Armeense afkomst (34), Maijkel Akfidan (27) en de uit Arnhem afkomstige Max Klaassen (62).
De 43-jarige Enschedeër Tuan Nguyen was de huurder van het bedrijfspand. Nguyen en Sargsyan kenden elkaar van de hennepteelt en in april 2018 had Nguyen de growshop van Sargsyan overgenomen. Bij de verkoop was afgesproken dat Sargsyan er nog een half jaar zou blijven om Nguyen in te werken. Die periode was tijdens de moord nog niet verstreken. Zij waren na een inval door de politie in juni 2018 in aanraking geweest met politie en justitie maar mochten in vrijheid hun proces afwachten. Op 7 december 2018 maakt de politie bekend dat Artur Sargsyan ten onrechte was aangemerkt als verdachte in een eerdere wietvondst. Tuan Ngyuen bleef wel verdacht maar omdat hij is overleden is de strafzaak geseponeerd.
Artur Sargsyan woonde in een appartement boven het restaurant Caballeros in Hengelo. Maijkel Akfidan was een van de eigenaren van het restaurant. Hij was getrouwd en sinds twee maanden vader van een dochtertje. Een week na zijn overlijden zou hij 28 zijn geworden. Op de dag van zijn 28e verjaardag werd er in Hengelo een stille tocht gehouden waar honderden familieleden, vrienden, kennissen, collega’s en betrokkenen in meeliepen.
De 62-jarige Max Klaassen heeft geen familiebanden met de andere slachtoffers en is als enige van Nederlandse afkomst. Hij was een handelaar in plantenvoeding. Over Max Klaassen zei de Enschedese burgemeester Onno van Veldhuizen in een interview met lokale omroep 1Twente dat hij zich bezig zou houden met criminele activiteiten. Uit onderzoek is daar niets van gebleken. De Enschedese burgemeester is in februari 2019 bij de familie op bezoek geweest om excuses aan te bieden. De nabestaanden van Max Klaassen willen ook een publieke rectificatie en hebben daarover een civiele procedure aangespannen. De burgemeester werd daarmee verplicht tot het plaatsen van een rectificatie in De Gelderlander en Tubantia op zaterdag 4 september 2021.

## Het pand
De verhuurders van het pand woonden er tot 2017 en hadden er een cafetaria gehad. Het pand is gelegen in de Enschedese wijk De Velve die al tientallen jaren bekend staat als een achterstandsbuurt.
Volgens de KVK was in het pand een groothandel in onder andere tuinartikelen gevestigd. De burgemeester vermoedt dat er in werkelijkheid een growshop in het pand was gevestigd en heeft daarom geprobeerd het pand te sluiten. Dit was niet mogelijk omdat er geen gevaar was voor de openbare orde of de veiligheid. In juni 2018 had de politie bij een controle in hetzelfde pand 17 kilo gedroogde henneptoppen in beslag genomen. Na de viervoudige moord wordt het pand wel voor ten minste drie maanden gesloten.
De zoon van de pandeigenaar verklaart: „Het was daar niet pluis, dat weet iedereen hier in de buurt.” Andere buurtbewoners verklaarden dat ’s nachts dure en grote auto’s af en aanreden.
In maart 2023 is de woningcorporatie Ons Huis gestart met de verbouwing van het pand tot drie huurwoningen. De oplevering is gepland voor het einde van 2023.

## De opsporing en arrestatie
Na de moord werkt een team van 80 rechercheurs aan de zaak. Dinsdagavond 13 november zijn in de omgeving van Dordrecht door de politie twee mannen gearresteerd. Op 15 november werd een man alweer vrijgelaten; hij had niets te maken met de moord. Een 26-jarige Enschedeër bleef nog vast zitten. Een paar dagen later op 19 november werd ook de 26-jarige inwoner van Enschede vrijgelaten. Hij bleek ook niets met de moord te maken te hebben.
Het TV programma Opsporing Verzocht besteedt aandacht aan de kwartetmoord. De politie vraagt omwonenden die wat gezien hebben contact op te nemen met de politie. Ook vraagt de politie om beeldmateriaal en specifiek naar twee tassen. Het levert de politie 15 tips op.

#### Arrestatie van Camil, Dejan en Denis A.
Op maandag 26 november arresteert de politie twee Hengelose mannen. Ze worden verdacht van betrokkenheid bij de viervoudige moord en bij een ander zwaar geweldsdelict in Hengelo. Het zijn vader Camil A. (57 jaar) en zoon Dejan A. (32 jaar). De verdachten worden gearresteerd door een politieactie op de snelweg A1 bij Enter richting Enschede. De andere man werd gearresteerd in het Thrinon appartementencomplex in Hengelo.
De familie is van Servische afkomst en vader Camil heeft gediend in het Servische leger. Vader en zoon hebben in 2017 nog voor de rechtbank in Almelo gestaan op verdenking van inbraak en de handel in hennep. De vader is toen vrijgesproken maar Dejan A. is wel veroordeeld. De mannen vragen de advocaten Umut Ural en JanBart Kalk om juridische bijstand. Een van hen had in 2017 ook Ural als raadsman. Echter advocaat Umut Ural moet de zaak afwijzen. Een van de vermoorde mannen, Artur Sargsyan was ook zijn cliënt. Omdat JanBart Kalk in het zelfde kantoor zit kan hij de zaak ook niet doen.
Op dinsdag 27 november wordt bekend dat de politie een derde verdachte heeft aangehouden. Dit betreft de 30-jarige Denis A., een broer van de eerder gearresteerde Dejan A. en zoon van Camil A. Denis is woonachtig in Nijverdal. Een dag later wordt hun verblijf in het huis van bewaring met 14 dagen verlengd. Volgens dagblad Tubantia is er hard bewijs tegen de vader en twee zoons. Zo zou er een DNA-match zijn, videobeelden van de Volkswagen Golf die op naam van een van het drietal staat en verklaringen van getuigen. Die beschreven een oudere man met gleufhoed en twee jongeren mannen die wel tweelingbroers leken te zijn.
In januari 2019 wordt de voorlopige hechtenis verlengd met 90 dagen. De verdachten ontkennen elke betrokkenheid.

#### Arrestatie in Brabant
De politie arresteert op 22 januari 2019 een Brabantse vader en zoon. Het gaat om Arie van D. en zijn zoon Dennis van D. Beiden zijn afkomstig uit St Willebrord. Op het moment van de arrestatie zitten beiden in hechtenis in verband met het leveren van wapens aan de voor drugs- en wapenhandel veroordeelde strafrechtadvocaat Bart V. uit Dongen. Nu worden ze verdacht voor het leveren van wapens aan Denis, Dejan en Camil A.
Op het moment van de viervoudige moord waren beiden op vrije voeten in afwachting van het proces. In december 2018 deed de rechter uitspraak maar mochten ze de feestdagen nog in vrijheid doorbrengen. In januari 2019 worden ze vast gezet in de gevangenis in Alphen aan den Rijn. De rechter in Almelo besluit dat ook voor deze verdachten de voorlopige hechtenis wordt verlengd voor ten minste 3 maanden. Ook arresteert de politie de 30 jarige vrouw Zizi W. Ze is afkomstig uit Breda en wordt verdacht van hulp bij het leveren van wapens.

## Pro-formazittingen
De rechtszaak vind plaats in de rechtbank Overijssel, locatie Almelo. De verdachten hebben verschillende advocaten:
- Camil A. heeft als advocaat Jeroen Michels. In het hoger beroep wordt dit Wenzel Tuma.
- Dejan A. heeft als advocaat Anno Huisman en Mariska Pekkeriet. Later wordt dit Roy van der Wal en in het hoger beroep Gerald Roethof
- Denis A. heeft als advocaat Roel van Faassen. In het hoger beroep wordt dit Arjan Syriër.
- Zizi W. heeft als advocaat Yehudi Moszkowicz
- Arie van D. heeft als advocaat Moritz Schönveld
- Dennis van D. heeft als advocaat Joost Dionisius

De meervoudige strafkamer staat onder leiding van rechtbankpresident Ben Hendriks. De nabestaanden worden bijgestaan door advocaat Richard Korver. De officieren van justitie in deze zaak zijn Sandra Leusink en Aiden van Veen.
Politie en Openbaar Ministerie is er alles aan gelegen om de zaak op te lossen. Het team Criminele Inlichtingen (TCI) benaderde Twentse drugscriminelen en bezoekers van de growshop om anoniem een verklaring af te leggen.

#### Eerste pro-formazitting
De eerste van vier pro-formazittingen is op 12 maart 2019. In deze zitting wordt duidelijk dat de verdachte Dejan A. in de dagen voor de viervoudige moord op zoek was naar een automatisch vuurwapen de AK47. Hij legde contact met Zizi W. en ze moest iemand zoeken om de wapens te leveren. Zizi W. bekende dit aan twee undercover agenten. Dennis en Arie van D. konden wapens leveren. Het Openbaar Ministerie verdenkt Zizi W., Dennis en Arie van D. van medeplegen van de moorden. Omdat ze konden weten dat de geleverde wapens dodelijk zijn.
Camil, Dejan en Denis A. worden verdacht van moord met voorbedachten rade en in tweede aanleg doodslag. Denis A. zegt er niets mee te maken hebben en beroept zich verder op zijn zwijgrecht. Camil en Dejan A. beroepen zich volledig op hun zwijgrecht. Volgens de advocaat komt dit omdat het Openbaar Ministerie zou denken aan het eisen van levenslange gevangenisstraf. Ook zijn er volgens advocaten alternatieve scenario's te bedenken.

#### Tweede pro-formazitting
In mei 2019 komt er een bericht op de website van misdaadjournalist Hendrik Jan Korterink dat de kwartetmoord een afrekening zou zijn van de in maart 2018 vermoorde Mexicaan Cristian Morena Sanchez en het 4-jarige dochtertje van zijn tweelingzus. Op het moment van zijn dood zou hij in bezit zijn geweest van 100 kilo cocaïne en 100 kilo heroïne. Het OM zegt onderzoek te doen naar een link met de Mexicaanse moord. Bij de tweede pro forma zitting in mei 2019 doet het OM een link met een Mexicaans drugskartel af als onzin. Ook blijkt op de zitting dat het Openbaar Ministerie nieuw DNA-materiaal heeft gevonden. Op een losgetrokken kabel van een beveiligingscamera in het pand is DNA van Denis A. aangetroffen. In de gebruikte auto, een Volkswagen Golf, is bloed van het slachtoffer Tuan Nguyen gevonden en zijn er schoenafdrukken gevonden in het bloed. Volgens de advocaten van de verdachten nog geen bewijs.

##### Derde pro-formazitting
In november 2019 tijdens de pro-formazitting pleit Yehudi Moszkowic, advocaat van Zizi W., voor het niet ontvankelijk verklaren van het OM. Dit in verband met de undercover operatie. Twee zeer intimiderende agenten zouden zich bij de moeder van de verdachte hebben voorgedaan als familie en zo zijn binnengekomen. Ze zouden niet alleen met haar hebben gesproken maar haar op een intimiderende wijze hebben verhoord. Volgens de advocaat zijn haar rechten als verdachte geschonden en waren er lichtere middelen om haar te ondervragen. Volgens het Openbaar Ministerie was de inzet van undercover agenten wel rechtmatig. De rechtbank verwerpt de aanklacht van de advocaat volgens rechtbankpresident Ben Hendriks is er sprake van een rechtmatige inzet van de agenten. Ook geeft de advocaat aan dat zijn cliënt serieuze verklaringen wil afleggen over de viervoudige moord als ze het OM haar veiligheid kan garanderen.

#### Reconstructie
In augustus 2020 plaatst dagblad Tubantia een volledige reconstructie van de kwartetmoord in de krant en op haar website. Rond de middag verlaten vader en twee zoons het appartementencomplex Thrinon in Hengelo. Camera´s hebben vastgelegd dat het drietal een bezoek brengt aan het Meubelplein in Enschede. Eerst kopen ze een tafel en stoelen. Daarna eten ze een hamburger bij McDonald's. Daarna verlaten ze het Meubelplein en gaan naar de growshop aan de Van Leeuwenhoekstraat. Daar worden in 20 minuten Maijkel Akfidan, Max Klaassen, Tuan Nguyen en Artur Sargsyan vermoord. Van de hele route zijn camerabeelden behalve van wat er in de growshop is gebeurd. Hoewel daar wel bewakingscamera's hangen. Maar er is geen recorder. Er is alleen een stroomkabel die aan het apparaat moet hebben gezeten. Daarop vind de politie het DNA van Denis A.
Een half uur later zijn de heren weer in Hengelo en parkeren bij hun appartement. Het valt op dat ze andere kleding dragen en met tassen van en naar de auto lopen. Dejan A. is op dat moment bezig om de auto aan de binnenkant schoon te maken. Men vermoedt dat hij bloedsporen aan het uitwissen is.
Die middag gaan Dejan en Camil A. naar de woningcoöperatie Beter Wonen in Almelo en betalen daar in contanten een huurachterstand van bijna 1.000 euro. De camera legt vast dat Dejan met een lach op zijn gezicht het pand van woningcoöperatie verlaat. De broers vertrekken naar Brabant om de zaak van de gehuurde wapens af te handelen. De volgende dag komen ze weer terug in Hengelo.

#### Corona
In april 2020 wordt bekend dat in verband met de coronamaatregelen de rechtszaak met maanden wordt vertraagd. De rechtbank vindt het belangrijk dat nabestaanden in staat worden gesteld de zitting fysiek kunnen volgen en niet via een videoverbinding.

#### Voorlopig vrij
Op de pro-formazitting van 15 april 2020 besluit rechter Ben Hendriks en zijn mederechters dat de wapenleveranciers vader Arie van D. en zoon Dennis van D. uit Sint- Willibrord en Zizi W. uit Breda het verloop van hun strafzaak in vrijheid mogen afwachten. Ze worden niet langer verdacht van medeplichtigheid aan de moorden. De advocaat Moritz Schönveld is blij met met de voorlopige vrijlating. Zijn cliënt is 73 jaar heeft COPD en zou in de gevangenis een groter risico op een coronabesmetting lopen. Ook heeft hij een oudere vrouw en gehandicapte dochter te verzorgen. Advocaat Yehudi Moszkowic had ook gepleit voor voorlopige vrijlating. Zijn cliënt Zizi W. heeft een ernstige darmziekte. Moszkowic hield de rechtbank voor dat al verschillende gedetineerden zijn overleden aan het coronavirus.

## De rechtszaak
Op maandag 15 september 2020 is eerste zitting van de rechtszaak in de rechtbank in Almelo. De drievoudige kamer bestaat uit: rechter Koppes, voorzitter Hendriks en rechter Heijink. De verdachten, vader Camil A. en zijn zoons Dejan en Denis, alle drie in pak gestoken en de vader met koptelefoon voor de vertaling, beroepen zich steeds op hun zwijgrecht. Dit leidt tot irritatie bij de nabestaanden op de tribune en die beginnen te spugen. De officier van justitie Aiden van Veen doet tevergeefs een poging: “Steeds een beroep doen op uw zwijgrecht, kan als een boemerang op u terugkomen. Het bewijs is zo sterk, dat het schreeuwt om een verklaring, het schreeuwt om uitleg.”
De nabestaanden-advocaat Korver die de weduwe van Sargsyan bijstaat, pleit er voor dat de rechtbank het zwijgen afstraft in het vonnis, als verzwarende omstandigheid. In totaal eisen de nabestaanden meer dan 2 miljoen euro aan smartengeld omdat er is sprake van blijvende psychische trauma's, verlies aan veiligheidsgevoel en inkomensderving. Kostwinners zijn weggevallen en de kinderen groeien op zonder vader. Slachtoffer Maijkel Akfidan had een dochter van een paar maanden oud. Sargsyan was ook een jonge vader en zou over vier maanden zelfs voor de tweede keer vader worden. De weduwe heeft zelf geen inkomen.
Vader en zoon Arie van D. en Dennis van D., verdacht van het leveren van wapens, geven ook geen duidelijkheid. Dennis van D. verklaart een fascinatie te hebben voor wapens en verder beroept hij zich op zijn zwijgrecht. Vader Arie is volgens zijn zoon dement en niet meer in staat om een verklaring af te leggen. Tegen de politie heeft hij eerder verklaard: "wat mijn zoon heeft gedaan is verschrikkelijk. Ik hoop dat het boven water komt." Maar tegen de rechtbank zegt hij het niet meer te begrijpen.

#### Levenslang geëist
Op de derde procesdag vrijdag 18 september 2020 eist de officier van justitie levenslang voor de verdachten Camil A., Dejan en Denis A. Hij motiveert zijn eis: ”Het handelen is van ongekende brutaliteit. Ze lijken niet te beroerd om tussen de lichamen op zoek te gaan naar geld. Koelbloedig, alsof het ze niets deed. En daarbij past maar één straf, 30 jaar gevangenis zou hieraan geen recht doen.”
Als bewijs voert de officier aan dat er videobeelden zijn waarop de mannen continu gezamenlijk te zien zijn. De schoensporen die zijn aangetroffen op de plaats delict passen bij de schoenen van de verdachten. Het DNA van Dejan A. is aangetroffen op een van de hulzen die is aangetroffen op de plaats delict en werden er sporen van Denis gevonden op de losgetrokken beveiligingscamera in het pand.
Ook is er volgens het Openbaar Ministerie geen relatie tussen de slachtoffers. Waarschijnlijk hadden ze elkaar nog niet eens eerder gezien. Voor het OM is er niet duidelijk wie er heeft geschoten maar hoeft dat ook niet. De verdachten hebben samengewerkt en zijn daarmee verantwoordelijk voor het gedrag van de ander. Het OM kwalificeert het als moord in vereniging. Er is gericht gedood, door schoten in het hoofd. „Er is geen sprake van opwelling. Dat zou nog kunnen bij een, maar niet bij meerdere.

#### Pleiten voor vrijspraak
De advocaten pleiten voor vrijspraak. Advocaat Van der Wal, die Dejan A. bijstaat, zegt dat er ook een dader kan zijn geweest die geen sporen heeft achter gelaten. Voor de sporen die wel zijn gevonden zegt dat niets over wie de schutter was en is er geen duidelijkheid over de rolverdeling. Denis' advocaat Van Faassen heeft een alternatieve scenario. Tuan Nguyen, een van de slachtoffers, zou namelijk ruzie hebben gehad met een coffeeshopeigenaar in Enschede. Er zouden hierbij bedreigingen zijn geuit. Het scenario dat de moorden een gevolg zijn van dit conflict is volgens hem niet goed genoeg onderzocht. De slachtoffers hadden meerdere conflicten die niet zijn uitgezocht.
De advocaat van Camil bestrijdt dat er sprake is van moord. Hij noemt het een hevig geëscaleerd incident. Hij voert aan dat het nergens uit blijkt dat de verdachten wapens bij zich hadden. Wellicht hebben ze die afhandig gemaakt van de slachtoffers. Als er al een veroordeling moet komen dan voor doodslag, niet voor moord.

#### Brabantse wapenhandelaars
Op de vierde dag van het proces is er aandacht voor de verdachten Arie en zoon Dennis van D. uit Sint Willibrord en de Bredase Zizi W. De officier van justitie Sandra Leusink verdenkt ze niet van moord maar van het leveren van wapens. Er is bewijs verkregen uit telefoontaps en een undercover agent die met Zizi W. sprak. Vader en zoon van D. waren al eerder veroordeeld voor het leveren van wapens. Dat ze daarmee doorgingen wordt hen door de officier van justitie bijzonder kwalijk genomen. Ook dat de daders geen medeleven hebben getoond. Ze zijn tijdens de rechtszaak weggegaan, terwijl slachtofferverklaringen werden voorgelezen en hebben alleen maar geklaagd over hun eigen toestand. De officier eist 30 maanden celstraf met aftrek van voorarrest. Niet voor medeplichtigheid, wel voor wapenhandel.
Advocaat Joost Dionisius is echter van mening dat zijn cliënt Dennis van D. onschuldig is. Hij zei dat zijn cliënt de twee wapens nooit in handen heeft gehad. "Hij heeft gekeken of hij de wapens kon doorverkopen, maar dit heeft hij uiteindelijk nooit gedaan." Over de door de vader afgelegde tegenstrijdige verklaring zegt hij dat dit te wijten is aan het gehoorprobleem van Arie van D.
Tegen de vriendin van Dejan A., Zizi W. (ze wilde met hem trouwen), eist het OM 8 jaar cel. Volgens het OM regelde zij het contact tussen Dejan A. en de mannen uit Brabant. Ze had er rekening mee moeten houden dat de wapens waar ze naar op zoek ging, ernstige gevolgen voor mensen kon hebben. Nu zijn er vier families kapot gemaakt. Ook weegt het OM haar proceshouding mee. Ze heeft geen enkele vorm van spijt of compassie getoond. Haar advocaat Yehudi Moszkowicz pleit voor vrijspraak: "Zizi heeft niet geschoten, geen vuurwapen ter hand genomen, geen belang genomen in de aankoop of verkoop van vuurwapens.” Hooguit een voorwaardelijke straf, met een taakstraf.”

#### De uitspraak
Op 6 november 2020 doet de rechtbank uitspraak. Het veroordeelt de op dat moment 59-jarige Camil A. en zijn zoons Dejan die toen 33 jaar was en zijn een jaar jongere broer Denis tot levenslang voor de moord op vier personen. Ook moeten ze € 877.000,- aan schadevergoeding aan de nabestaanden betalen. De persrechter Liesbeth Venekatte licht de uitspraak toe: "De rechtbank noemt het koelbloedige executies van de vier slachtoffers. Alle slachtoffers waren met twee verschillende kalibers in hun hoofd geschoten. Waarbij negen van de tien schoten dodelijk waren. Wie er precies geschoten heeft, weet de rechtbank niet. Toch is de rechtbank ervan overtuigd dat de verdachten de moorden samen hebben gepleegd in 12 minuten tijd. In die 12 minuten zijn vier mensen op twee verschillende plekken doorgeschoten. De rechtbank vind een nauwe en bewuste samenwerking bewezen en dan maakt het niet uit wie er geschoten heeft. De rechtbank vindt moord bewezen omdat er sprake is van executies en daarna naar huis zijn gegaan andere kleren aangetrokken, hun schuld afgelost bij de woningbouwvereniging en vader en oudste zoon zijn naar Brabant vertrokken om de bloemetjes buiten te zetten. Allemaal gedragingen die er niet op wijzen dat het in een opwelling is gebeurd. Dat de verdachten steeds hebben gezwegen en de nabestaanden nog niet weten waarom hun geliefden zijn vermoord heeft ook een rol gespeeld in de overweging van de rechtbank om levenslang op te leggen.
Camil en Dejan maakten zich volgens de rechters ook schuldig aan een gewapende afpersing in Hengelo, een week voor de viervoudige moord. Daarbij werd met twee wapens geschoten, net als bij de moorden, maar werd niemand door kogels geraakt.
Dennis van D. wordt veroordeeld tot elf maanden cel voor wapenhandel. Zijn vader wordt vrijgesproken vanwege gebrek aan bewijs. Zizi W krijgt 14 maanden cel voor haar rol bij de wapenhandel. Volgens de rechtbank is er geen bewijs dat ze wisten van de moordplannen en zijn daarom vrijgesproken van medeplichtigheid aan de moorden.

#### In hoger beroep
De verdachten Camil A., Dejan A. en Denis A. gaan in hoger beroep. Zowel vader Camil A. als zoon Dejan A. geven aan met een verklaring te komen en niet langer te zwijgen. Dejan A. is bereid om onder ede mee te werken aan een verhoor. Alleen de jongste zoon Denis A. houdt zijn mond gesloten. Voor het hoger beroep behandeld wordt, komt er op verzoek van de advocaten van de verdediging nog aanvullend onderzoek. Zo gaan forensische specialisten onderzoek doen naar kruitsporen op het petje gevonden in de auto van Denis A. Ook wordt de herkomst van de op de plaats delict gevonden kabel onderzocht en worden er deskundigen gehoord. 

#### Alternatief scenario Camil A.
Terwijl het hoger beroep loopt, komt Camil A. die zich steeds op zijn zwijgrecht heeft beroepen met een alternatief scenario. Camil verklaart dat hij drie dagen voor de moord een ontmoeting heeft op de Hengelose markt met de voormalig growshophouder Artur Sargsyan. De mannen kennen elkaar al jaren en volgens Camil is er sprake van een vader-zoonrelatie. Volgens Camil was Artur Sargsyan in problemen geraakt door het leveren van wapens aan criminelen. Er was iets mis met de wapens en hij had een paar dagen de tijd gekregen om het recht te zetten. Hij wist dat Camil als Servische ex-militair kennis van wapens heeft en vraagt hem om de wapens te controleren. Camil neemt de wapens mee naar huis, controleert de wapens en maakt ze schietklaar. Twee dagen daarna spreken ze elkaar weer en levert zijn oudste zoon Dejan A. de wapens en munitie af bij de growshop. Die avond vraagt Artur Sargsyan om meer munitie en opnieuw gaat Dejan met kogels naar de growshop. Daar aangekomen ziet Dejan dat de eigenaar Tuan Nguyen door een aantal mannen wordt mishandeld. Dejan stuurt de mannen weg en zet Tuan Nguyen in de buurt van het ziekenhuis af. Dat zou de verklaring zijn voor de bloedsporen in de auto.
Een dag later zouden de overige wapens geleverd worden. Volgens Camil A. komen ze 's middag aan bij de growshop maar is er niemand. Daarom gaan ze eerst wat eten. Als ze terugkomen stappen zijn zonen eerst uit en gaan de hoek om. Dan komen er volgens Camil twee mannen en twee vrouwen uit de winkel die wegrijden in een zwarte auto. Dan hoort hij zijn oudste zoon roepen dat er iets ergs is gebeurd. Camil loopt de winkel in en vind twee lijken. Ze zijn niet verder gaan kijken en omdat ze een tas met wapens hadden zijn ze terug naar huis gegaan.
Als ze thuis komen gaat Denis sporten en Camil en Dejan stappen in de auto en rijden naar Brabant. Volgens Camil heeft hij daar een buitenechtelijke date en Dejan zou een nicht bezoeken die iemand zou kennen om de wapens af te leveren. De vriendin van Dejan pikken ze onderweg ook op. Terwijl Dejan en zijn vriendin een hapje gaan eten treft Camil op de parkeerplaats een aantal Albanezen. Camil verklaart aan de politie dat de mannen wapens nodig hebben. Camil ziet zijn kans schoon en verkoopt de wapens voor € 5.000,- Dit zou volgens Camil de verklaring zijn waarom de familie opeens geld had.

#### Overlijden Camil A.
De tot levenslang veroordeelde Camil A. overleed op zaterdag 13 augustus 2022 op 61-jarige leeftijd in de gevangenis Veenhuizen. Aan zijn advocaat is medegedeeld dat de doodsoorzaak een natuurlijke dood was. Op verzoek van de familie is er obductie gedaan omdat er ook sprake was van voedselvergiftiging. Onderzoek heeft uitgewezen dat Camil A. is overleden als gevolg van een hartaanval.

## Verklaring van Denis A.
In aanloop naar het hoger beroep door het gerechtshof in Arnhem komt de jongste zoon Denis A. op 10 januari 2023 met een verklaring. Naasten van Denis delen deze verklaring met RTV Oost. Politie en justitie lijken niet op de hoogte te zijn van deze verklaring.
Hij verklaart dat hij vanuit zijn woonplaats Nijverdal naar Hengelo is gereden om een zwarte Volkswagen Golf op zijn naam te zetten. Het kwam vaker voor dat hij auto's tijdelijk op zijn naam zette. Zijn vader vraagt hem om samen met zijn broer mee te gaan naar Enschede. Onderweg zegt hij dat ze even langs een growshop moeten. Zijn vader en broer willen de vorige eigenaar spreken, die is niet aanwezig maar komt later die dag weer. Een uur later komen de broers en hun vader terug. De betreffende man is dan nog niet aanwezig maar alles verloopt in goede sfeer. Ze krijgen koffie aangeboden en er is een man uit Arnhem die mest komt afleveren. Dan komt de voormalige eigenaar binnen samen met Hengelose restauranthouder. Denis kent beiden en geeft ze een hand. Ze nemen plaats in een kantoortje.
Zijn vader en broer Dejan gaan samen met eigenaar en vorige eigenaar de winkel in. Denis blijft in het kantoortje met Max Klaassen en Maijkel Akfidan. Dan gaat het mis in de winkel, Denis hoort zijn vader schreeuwen. Gevolgd door twee harde knallen. Denis wil weglopen maar dan komt Tuan Nguyen gewond het kantoor binnengerend achtervolgd door zijn vader. Die roept in het Servisch dat hij iedereen door zijn kop wil schieten. Vervolgens schiet hij Tuan Nguyen een kogel door het hoofd. Daarna komt Dejan het kantoortje in en schiet de vluchtende Maijkel Akfidan en Max Klaassen neer.
Vervolgens geeft de vader zijn zonen opdracht om op zoek te gaan naar geld. Volgens Denis is er alleen wat geld uit de binnenzak van Tuan Nguyen gehaald. Hij ziet zijn broer de kabel uit een beveiligingscamera trekken en doet dat ook. Vandaar dat zijn DNA op een kabel is gevonden. Uit zogenaamde briefjes aan God van zijn vader en zoon blijken dat ze voor de moord veel geldzorgen hadden. Na de moord bedanken ze God (opnieuw met briefjes) dat de geldproblemen zijn opgelost.
Volgens Denis heeft de vader zijn beide zonen zwaar onder druk gezet, onder meer door het wapen op hen te richten. Denis zegt echter niet te weten of zijn vader en Dejan vooraf al het nodige hadden besproken. Hij weet dus ook niet of Dejan wist wat er die middag stond te gebeuren. In de auto terug naar Hengelo zegt zijn vader alleen: 'Luister, bek houden'.
De nieuwe advocaat van Dejan A., Gerald Roethof zegt er niets te kunnen met het verhaal omdat het niet is afgelegd bij politie of rechter. De advocaat van Denis, Arjan Syrier wil er niet op reageren.

## Media-aandacht
De kwartetmoord kreeg veel aandacht in met name in de regionale media. Dagblad Tubantia en RTV Oost besteedden veel aandacht aan de zaak. Op de website van RTV Oost is een dossier aangemaakt over de viervoudige moord.
Jan Colijn en Tom Meerbeek, twee verslaggevers van RTV Oost, schreven er een boek over met als titel Kwartetmoord. In dit boek gaan de schrijvers dieper in op de militaire achtergrond van Camil A.

## Hoger beroep
De zitting in het hoger beroep vond plaats bij het Gerechtshof in Zwolle op 13 januari 2025. Dit was een jaar later dan gepland. Er was hoop op verklaringen uit het criminele milieu maar daar is niets uit gekomen. Het Openbaar Ministerie heeft in hoger beroep opnieuw levenslang geëist tegen de broers Dejan en Dennis A.
In eerdere rechtszittingen beriepen de broers zich op hun zwijgrecht maar in hoger beroep legden zij verklaringen af. De strekking was dat hun vader (die in de gevangenis overleed) alles heeft gedaan. De vader Camil A ging naar de growshop om wapens af te leveren. De eigenaar zou de vader hebben uitgemaakt voor "vuile hond". Daarop was Camil A kwaad geworden.
Dejan verklaarde dat zijn vader de enige schutter was en in beide handen een pistool had. Zijn broer Dennis zei dat zijn vader in ieder geval twee van de slachtoffers heeft neergeschoten en dat hij niet over een wapen beschikte. 
Volgens het OM is de verklaring dat Camil A met twee wapens tegelijker schoot niet geloofwaardig. Een motief voor de moord kan het OM niet geven. Anders dan dat er geen getuigen mochten achterblijven. 

Op 28 februari zijn broers Dejan en Denis A. in hoger beroep opnieuw veroordeeld tot levenslange celstraffen.  